# هفت هات
هفت هاتِ یَسنا یا هَفتَن یَشتِ بزرگ (به اوستایی: هَپتَن هایتی/Haptanghaiti) نام دارد و شامل یسنا، هات‌های ۳۵ تا ۴۱ است. اکنون چند دهه‌ای‌ست که تعلق این مجموعه به زرتشت اثبات شده است.

## کاربرد هفت هات
هفت هات نه چون گاهان که منظوم و تک‌گویانه است، اثری منثور و سامان‌مند است که هدف زرتشت از نگارش آن، ایجاد دعاهایی ثابت و رسمی برای کاربرد و بهره‌بری در آیینهای نیایشی و دینی بوده است. نثر عالی و درخشان هفت هات که مناسب برای خوانش منظم در آیین‌های دینی بوده، البته با نظم استادانه و ظریف گاهان تفاوت دارد اما فخامت کلامی و محتوایی هر دو اثر نشان دهندهٔ تصمیم و عمل شخص زرتشت در آماده‌سازی دعاهایی مناسب برای استفاده و تلاوت در مراسم و آیین‌های دینی خود است.

## کتاب‌نامه
1. ↑  بویس ۱۳۷۷، ص ۹۶، ۱۰۰و ۱۳۵ به بعد

- بویس، مری (۱۳۷۶): «تاریخ کیش زرتشت»، جلد یکم، ترجمهٔ همایون صنعتی‌زاده، انتشارت توس
- بویس، مری (۱۳۷۷): «چکیدهٔ تاریخ کیش زرتشت»، ترجمهٔ همایون صنعتی‌زاده، انتشارات صفیعلی‌شاه

متن برگرفته از کتاب نامبرده را می‌توانید در وبگاه آذرگشنسب بخوانید.